# Toribio Martínez de Hoz
José Toribio Martínez de Hoz (21 de agosto de 1823-4 de febrero de 1871) fue uno de los socios fundadores de la nueva Sociedad Rural Argentina el 10 de julio de 1866. Antes había liquidado a la vieja Sociedad Rural Argentina, fundada y disuelta por su padre, Narciso Martínez de Hoz, sobrino y heredero del primer José Martínez de Hoz que habitó en las pampas. 
Junto al apellido, José Toribio —como primogénito de once hermanos— heredó el nombre de pila, dos estancias dedicadas a la explotación agropecuaria, la afición por la política y la aptitud para los negocios. Estas últimas actividades, por cierto, se desarrollaron juntas: fiel a la tradición familiar, la vida pública de Martínez de Hoz sirvió de eficaz vehículo para promover y proteger sus propios intereses económicos. 
Como senador nacional por Buenos Aires ante al Congreso de la Nación Argentina y miembro de la Convención Nacional de 1860, encargada de reformar la Constitución de la Nación Argentina, José Toribio fue un entusiasta impulsor de la Conquista del Desierto que, a diferencia las campañas previas como la ejecutada por Juan Manuel de Rosas y financiada por su padre entre otros estancieros, no sólo pretendía repeler a los malones.[cita requerida] En este caso, el plan era más radical: erradicar al indígenas para permitir el acceso al cultivo de la tierra. Las batallas contra el cacique Calfucurá y su Gran Confederación de las Salinas Grandes se extendieron desde 1855 hasta 1872.

Los Martínez de Hoz, los Stegman, los Olivera, los Madero y los Casares, entre otras familias fundadoras de la Sociedad Rural Argentina, fueron los beneficiarios directos, por sus “aportes patrióticos” a la Conquista del desierto, fueron retribuidos con millones de hectáreas a lo largo y ancho del país. Fue el comienzo de un país gobernado directamente al poderío agropecuario que, bajo la premisa de una “Argentina granero del mundo”, generó una gran cantidad de riqueza para ese sector social, postergó el arribo de la revolución industrial y sujetó la economía nacional a los vaivenes de los precios agrícolas. 
Murió prematuramente en 1871, a los 47 años.
- Datos: Q6149160